# Kvarteret Rännilen

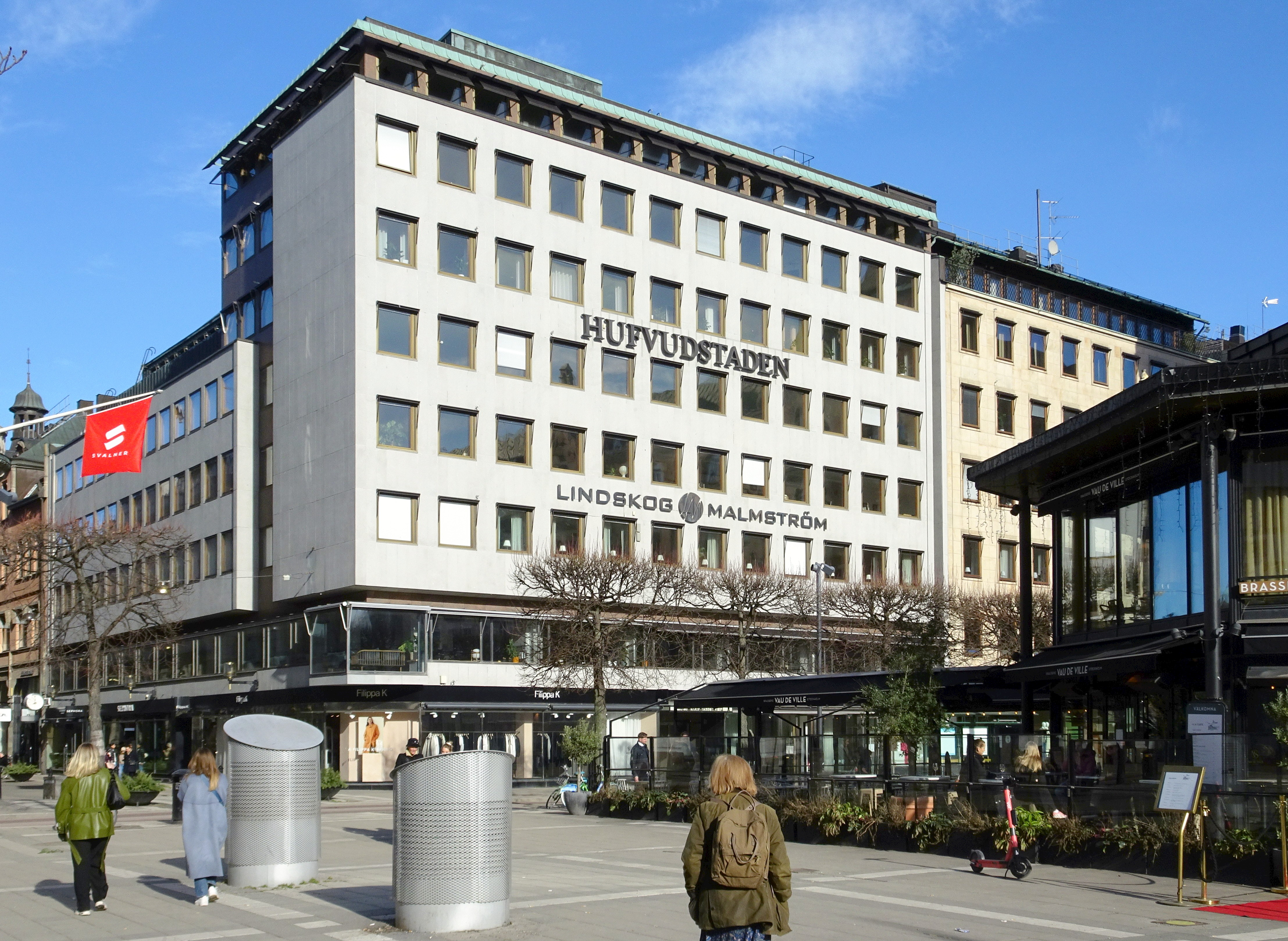
Kvarteret Rännilen sett från Norrmalmstorg, med Hufvudstadens tidigare huvudkontor i fonden, februari 2021.

Rännilen är namnet på ett kvarter på Norrmalm i Stockholm. Kvarteret omges av Mäster Samuelsgatan i norr, av Birger Jarlsgatan i öster, av Smålandsgatan i söder och av Biblioteksgatan i väster. Söder om kvarteret utbreder sig Norrmalmstorg. Inom kvarteret finns flera kulturhistoriskt värdefulla byggnader och anläggningar, bland dem Birger Jarls basar och Birger Jarlspassagen. I kvarteret bodde författaren August Strindberg och fotografen Ferdinand Flodin och 1891 bildades här Allmänna Idrottsklubben (AIK). Hela kvarteret ägs av fastighetsbolaget Hufvudstaden.

## Historik

### Tidig historik

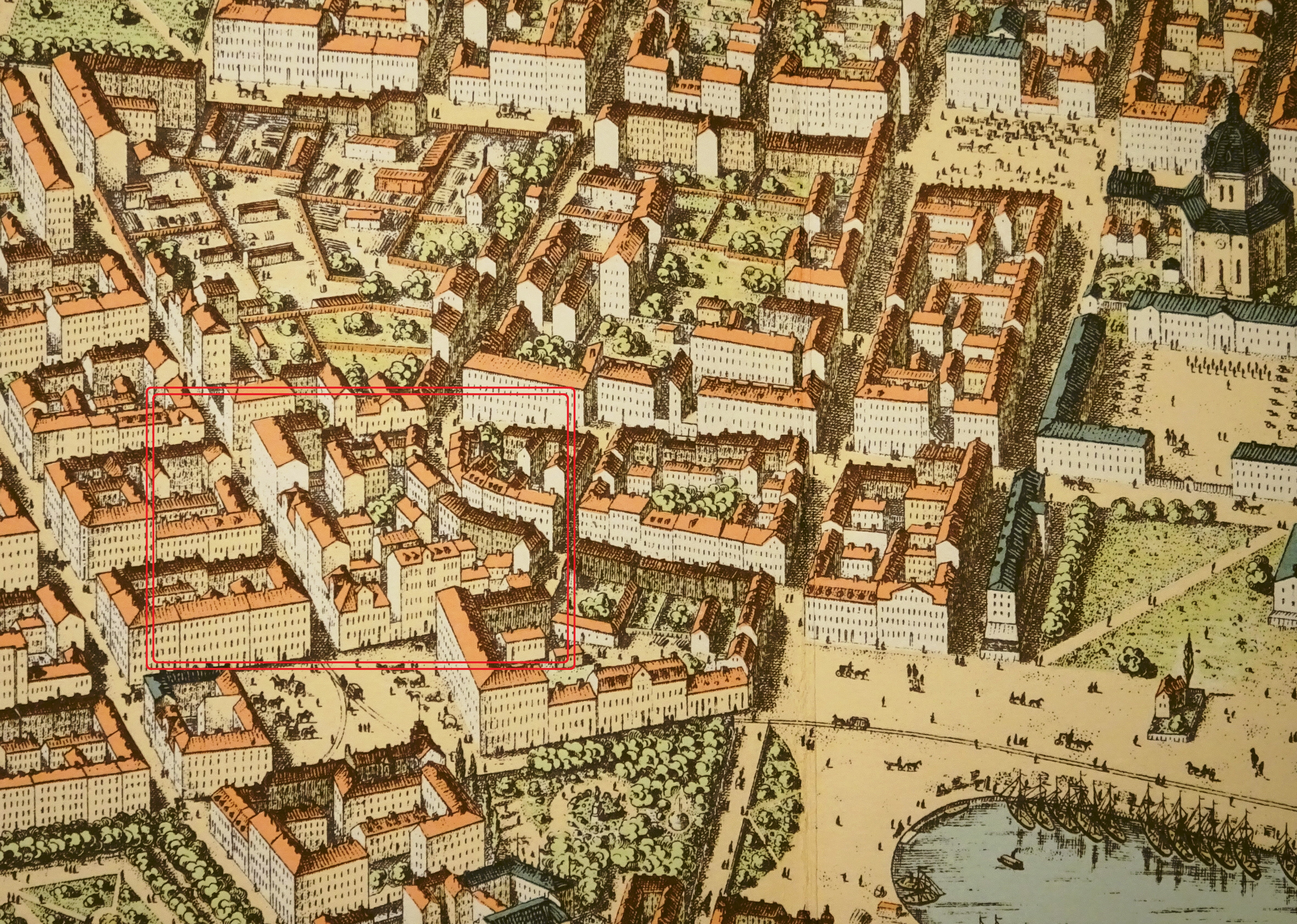
Området på Neuhaus panorama, Kvarteret Rännilen och Pumpstocken inom röd ram, 1870-tal.

På 1000-talet fanns här ett brett, farbart vattendrag som sträckte sig mellan dagens Brunnsviken i norr och Nybroviken i söder. Rester av detta vattendrag var Träsket som fylldes igen på 1870- och 1880-talen.
Kvartersnamnet Rännilen är känt från Petrus Tillaeus karta från 1733 där det har nummer 22 och hörde till Ladugårdslandet (dagens Östermalm). Namnet härrör från vattendraget Rännilen som rann förbi direkt väster om kvarteret och bildade gränsen mellan Norrmalm och Ladugårdslandet. 1600- och 1700-talens kvarter Rännilen växte ”spontant” och hade därför en oregelbunden, någon krökt form. I väster gick Rännilen och i öster Smala gränden som var Grev Turegatans förlängning söderut. Tomterna var styckade i solfjäderform.
På 1600-talet var trakten där kvarteret nu ligger fortfarande en del av Ladugårdslandsviken. Genom landhöjningen och utfyllnader förvandlades området till tomtmark men allt som byggdes här fick grundförstärkas med rustbäddar, pålar och stockar vilka påträffades vid olika utgrävningar och kunde dateras till 1600-talets mitt. Marken där kvarteret Rännilen kom att ligga fylldes först ut längs med den västra kajkanten och österut.
Vägledande för gaturegleringarna som planerades under 1800-talets slut var 1640-talets rutnätsplaner vilka sattes igång 1637 på Norrmalm under Klas Fleming och omsattes av stadsingenjören Anders Torstensson (se Stadsplanering i Stockholm).

### Kvarteret genom tiden
Rännilen inom grön ram och Pumpstocken inom röd ram.

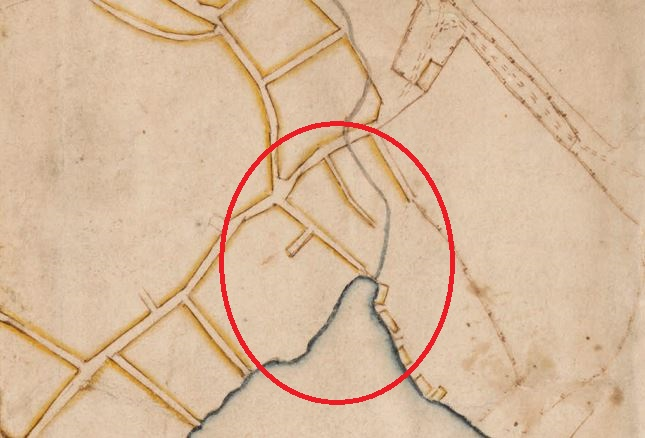
1625.
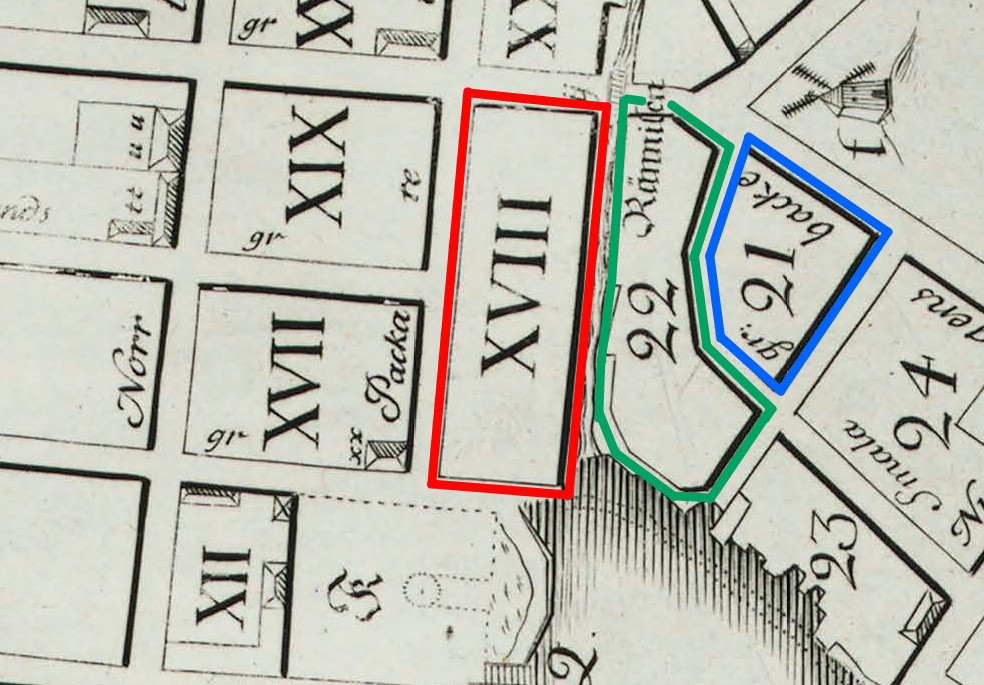
1733.
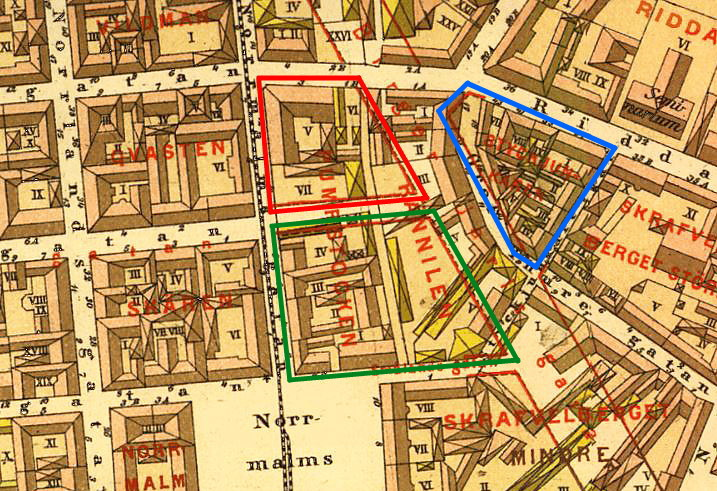
1885.
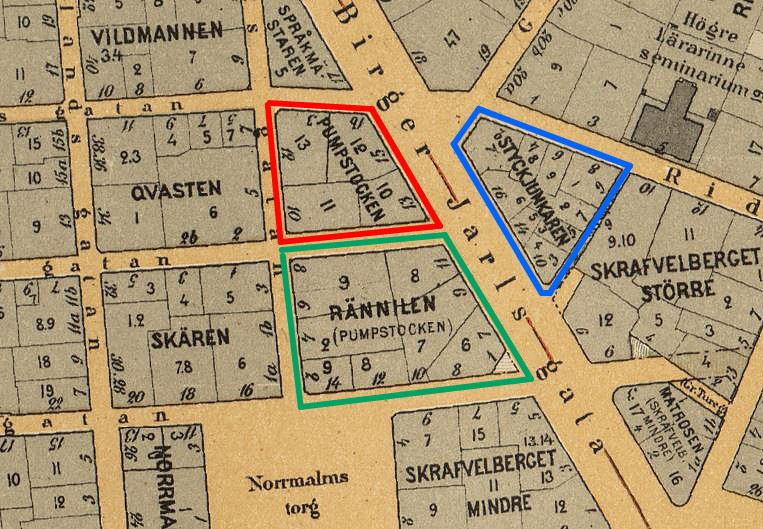
1899.
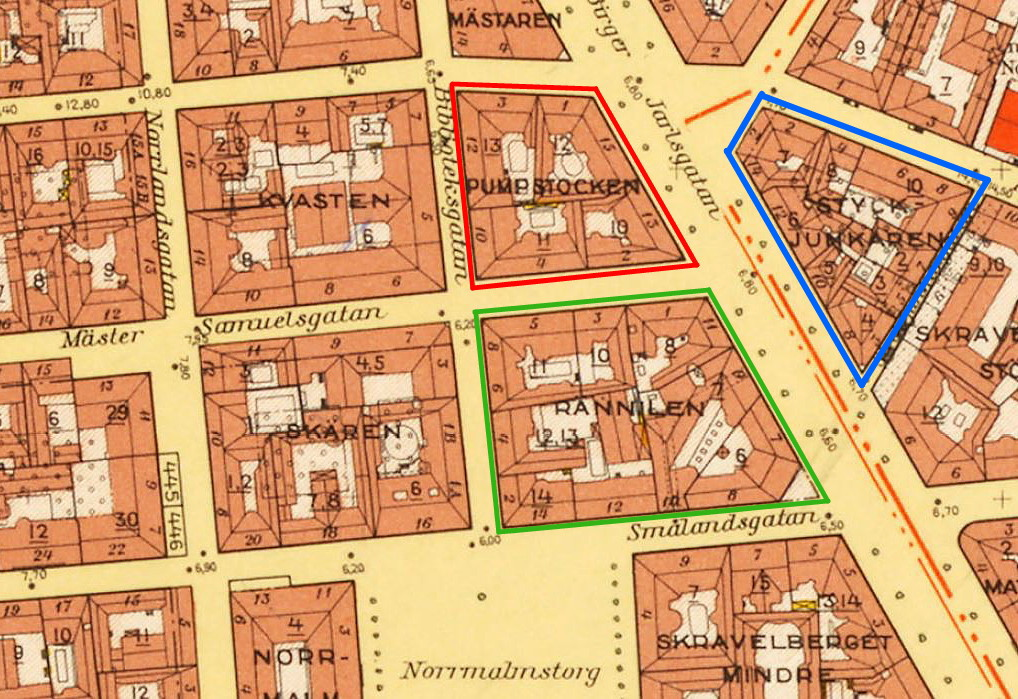
1940.

### Nyare historia
Kvarterets nuvarande plankontur framträdde första gången 1878 i ett regleringsförslag där Birger Jarlsgatans södra del drogs rakt över den äldre bebyggelsen ända ner till Nybroplan, ungefär i dåvarande Grev Turegatans sträckning. Då försvann det ”gamla” kvarteret Rännilen för att återuppstå igen på Norrmalms sida och som södra delen av kvarteret Pumpstocken. 
Till en början delades kvarteret i sju tomter som hörde till Pumpstocken. Fastighetsbeteckningarna har därefter ändrats några gånger och tomter slogs ihop. Efter fastighetsregleringar år 1987 och 2005 består kvarteret idag (2021) av fyra fastigheter (Rännilen 8, 11, 18 och 19). Gällande detaljplanen fastställdes 1988. 
Fastighetsbolaget Hufvudstaden förvärvade successivt samtliga fastigheter i kvarteret, det första redan år 1917 (Rännilen 8) och det sista år 2007 (Rännilen 13). Därmed äger bolaget hela kvarteret Rännilen som ligger i Biblioteksgatans så kallade Gyllene triangel.

## Bebyggelse
Husen längs Birger Jarlsgatan fick fem våningar och mot övriga gator fyra våningar. Numera är även de flesta vindsvåningarna utbyggda. Bebyggelsen koncipierades ursprungligen som exklusiva bostadshus med affärer i bottenvåningarna. Idag är samtliga hus kontoriserade.
Äldsta bevarade huset i kvarteret är Rännilen 6, även kallad ”Birger Jarls basar”, uppförd 1884–1887 i kvarterets sydöstra hörn. Byggnaden räknas till ett av Stockholms tidigaste kontorshus. Fastigheten Rännilen 7 från 1897 med Birger Jarlspassagen i bottenvåningen är blåmärkt av Stadsmuseet i Stockholm vilket innebär att den representerar "synnerligen höga kulturhistoriska värden". Övriga byggnader (med undantag för Rännilen 15) är grönmärkta och bedöms av Stadsmuseet vara "särskilt värdefulla från historisk, kulturhistorisk, miljömässig eller konstnärlig synpunkt".
Rännilen 19 är kvarterets nyaste hus med sin huvudfasad mot Norrmalmstorg. Det uppfördes i början av 1960-talet som huvudkontor för fastighetsbolaget Hufvudstaden och fungerade som sådant fram till 1998 då bolaget flyttade till NK-byggnaden 

### Kvarterets fastigheter
- Rännilen 6 (Birger Jarls Basar), Birger Jarlsgatan 7, byggår 1887, arkitekt Ernst Haegglund.[4]
- Rännilen 7 (med Birger Jarlspassagen i bottenvåningen), Birger Jarlsgatan 9 – Smålandsgatan 10, arkitekt Ludvig Peterson.
- Rännilen 8, Birger Jarlsgatan 11 / Mäster Samuelsgatan 1, byggår 1901, arkitekt Ernst Evald Otterström.[5]
- Rännilen 10, (numera sammanslagen med Rännilen 19), Mäster Samuelsgatan 3, byggår 1900, arkitekt Hagström & Ekman.[6]
- Rännilen 11, Mäster Samuelsgatan 5 / Biblioteksgatan 6–8, byggår 1900, arkitekt Hagström & Ekman.[7]
- Rännilen 15 (numera sammanslagen med Rännilen 19), Smålandsgatan 12, byggår 1942, arkitekt Hakon Ahlberg.[8]
- Rännilen 19, Smålandsgatan 14, Biblioteksgatan 2–4, byggår 1964, arkitekt Kjell Ödeen.[9]

### Bilder

Exteriör
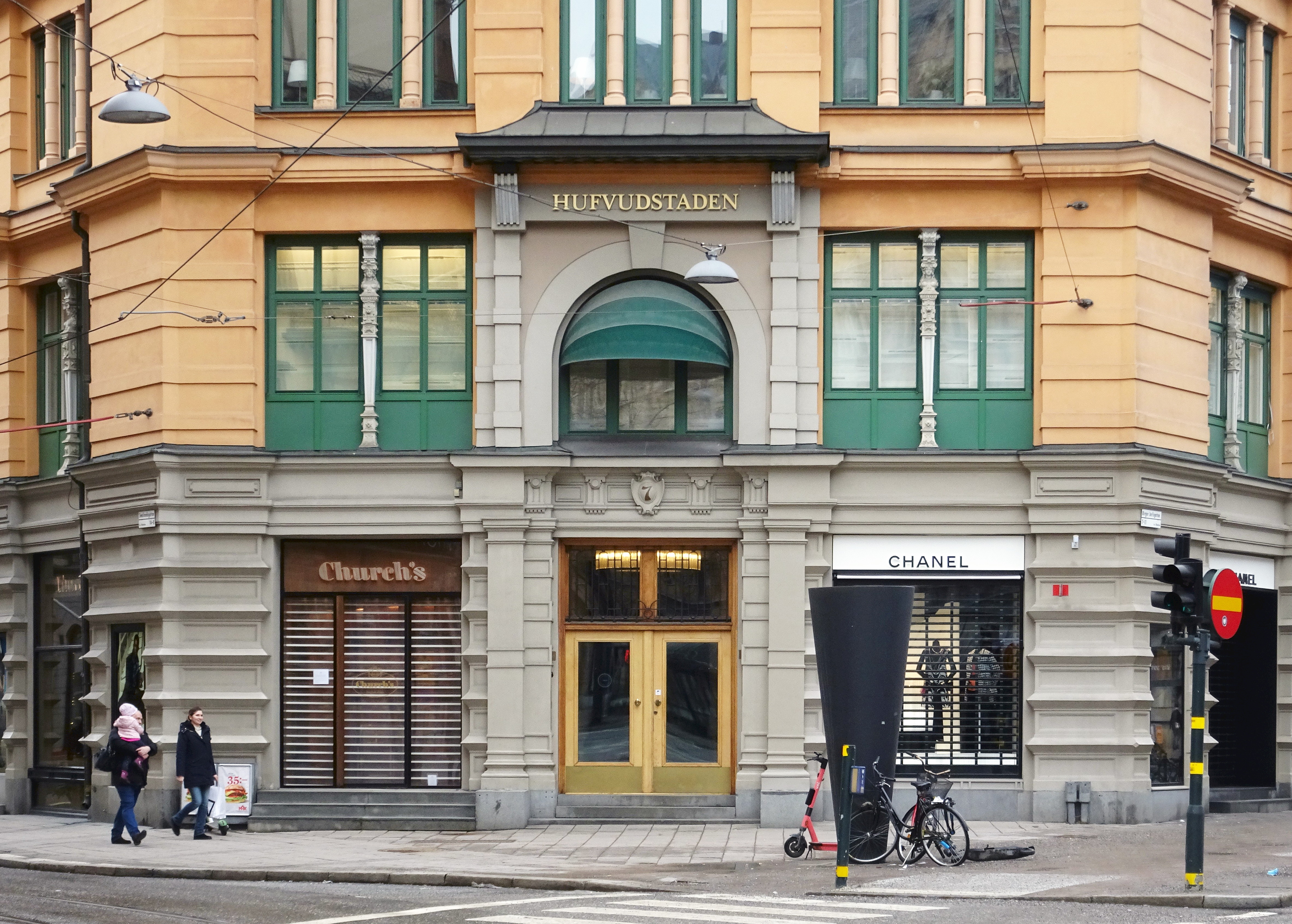
Rännilen 6.
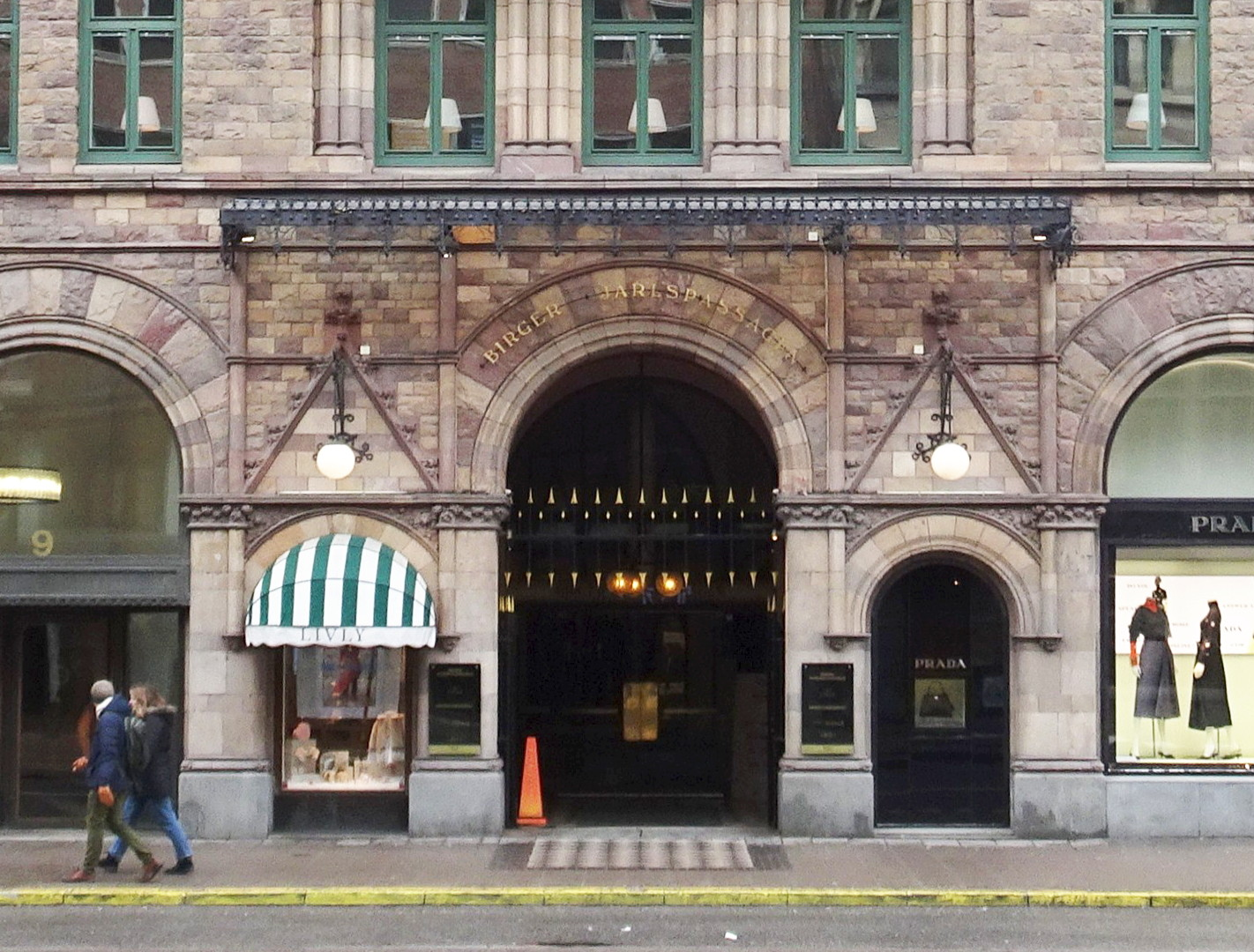
Rännilen 7.
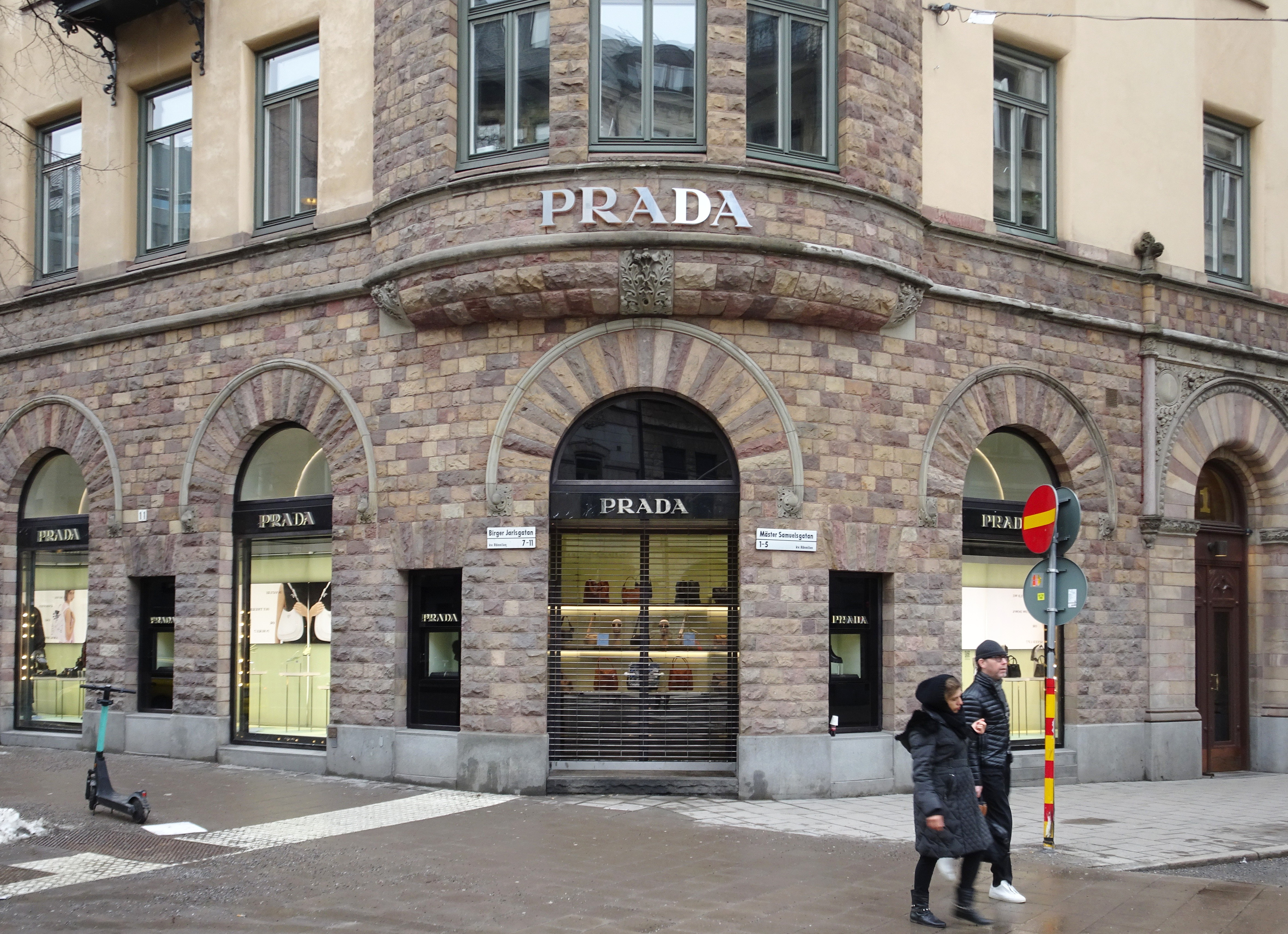
Rännilen 8.
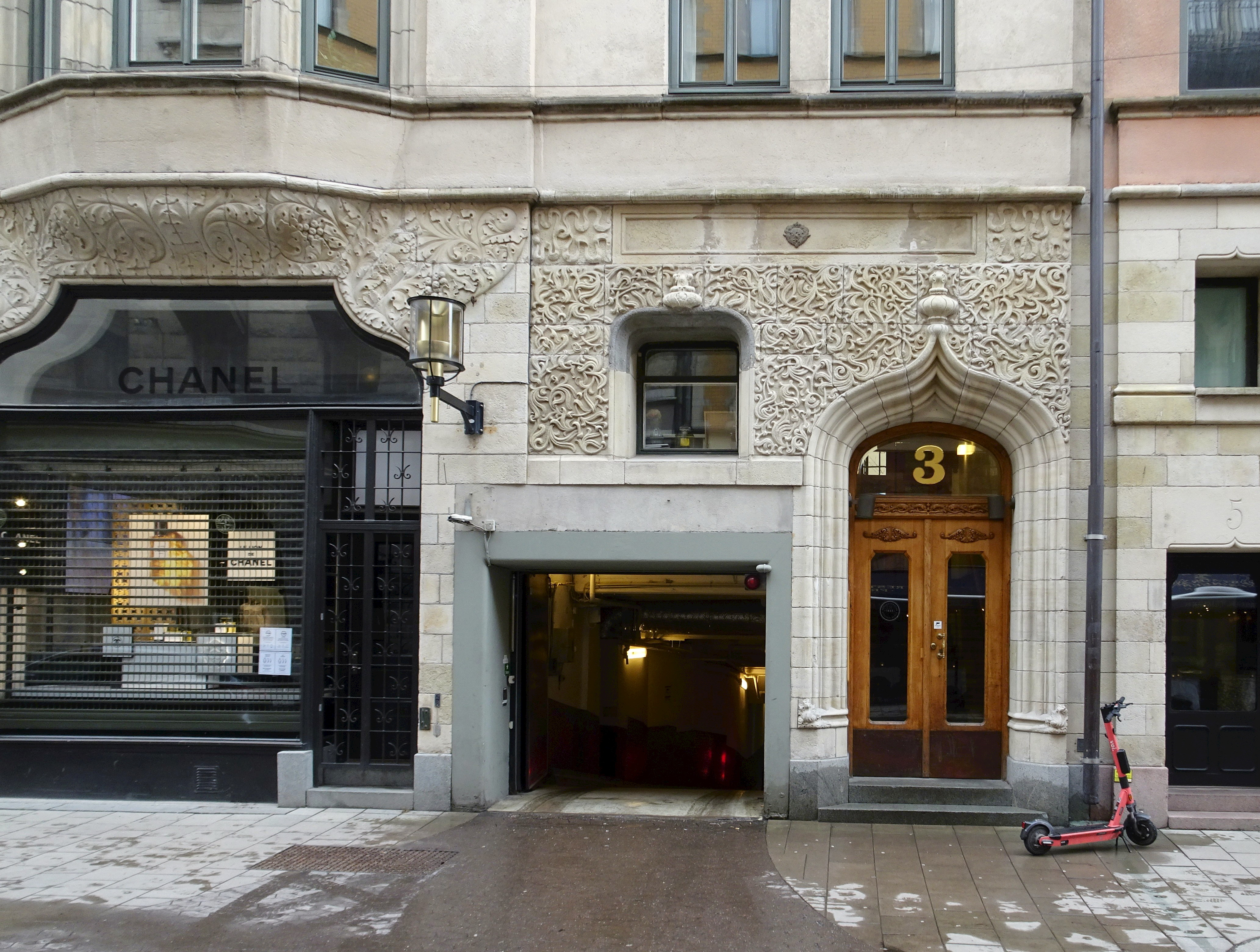
Rännilen 10.
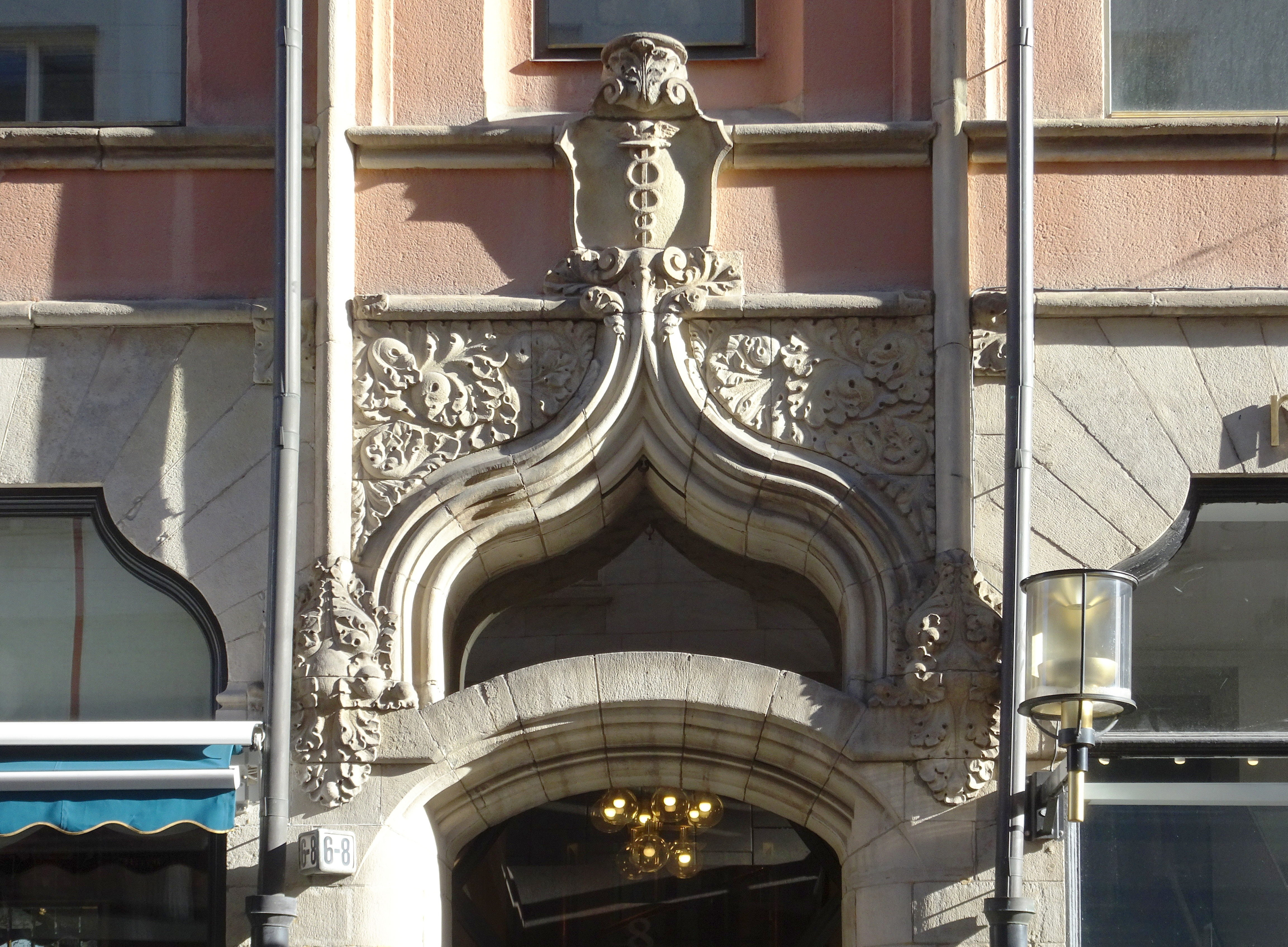
Rännilen 11.

Interiör
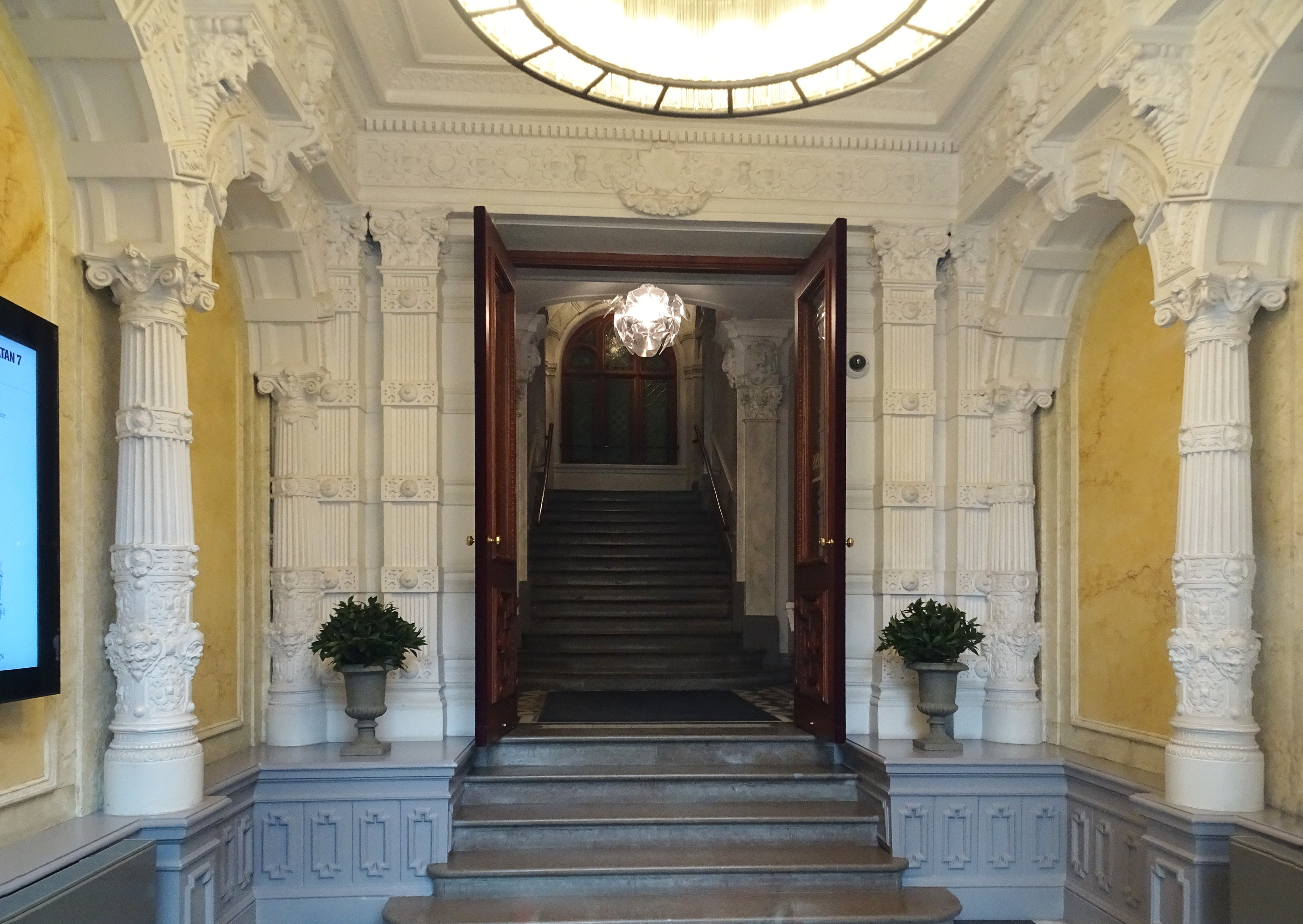
Rännilen 6 (Entréhall).
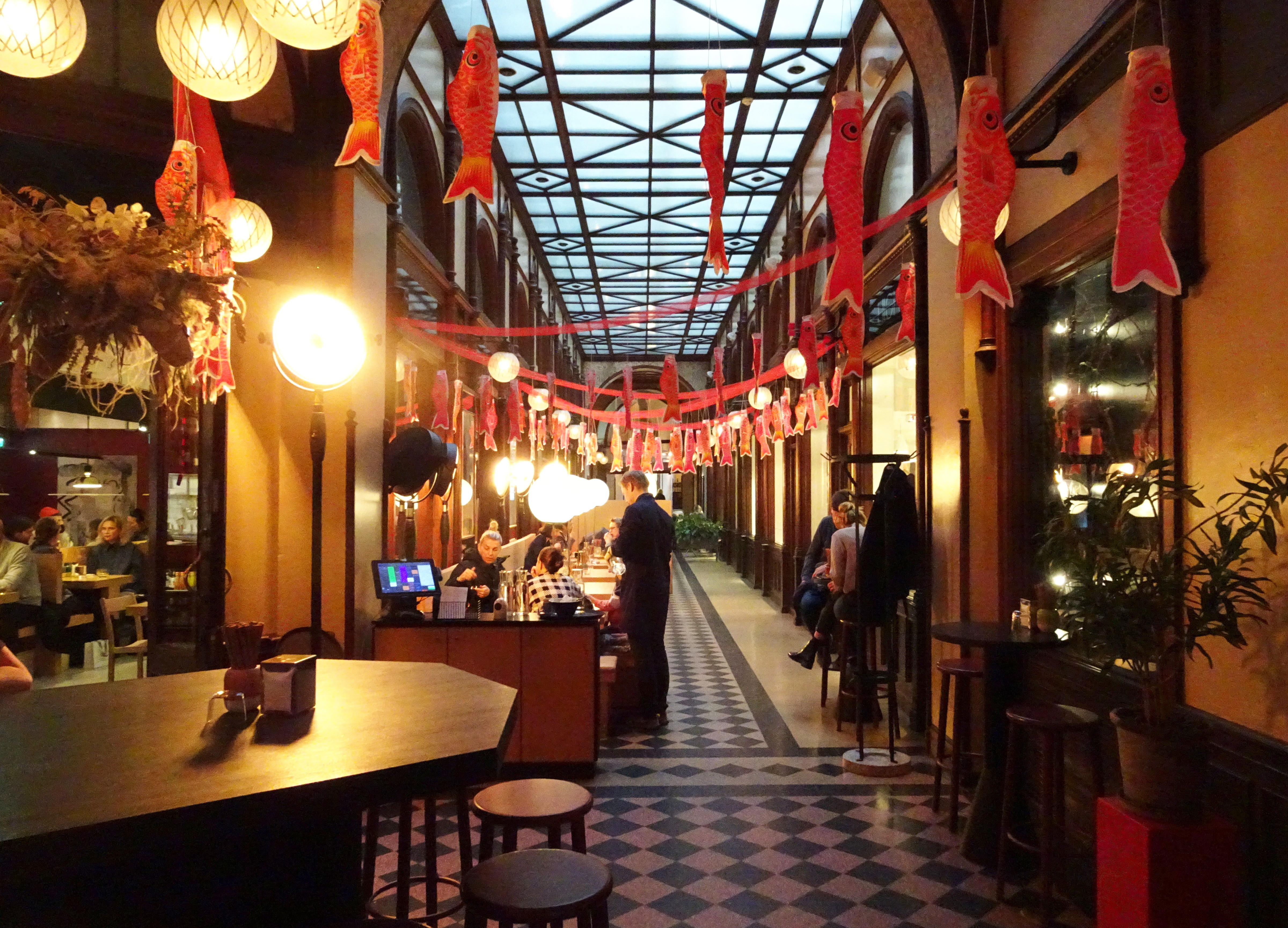
Rännilen 7 (Birger Jarlspassagen).
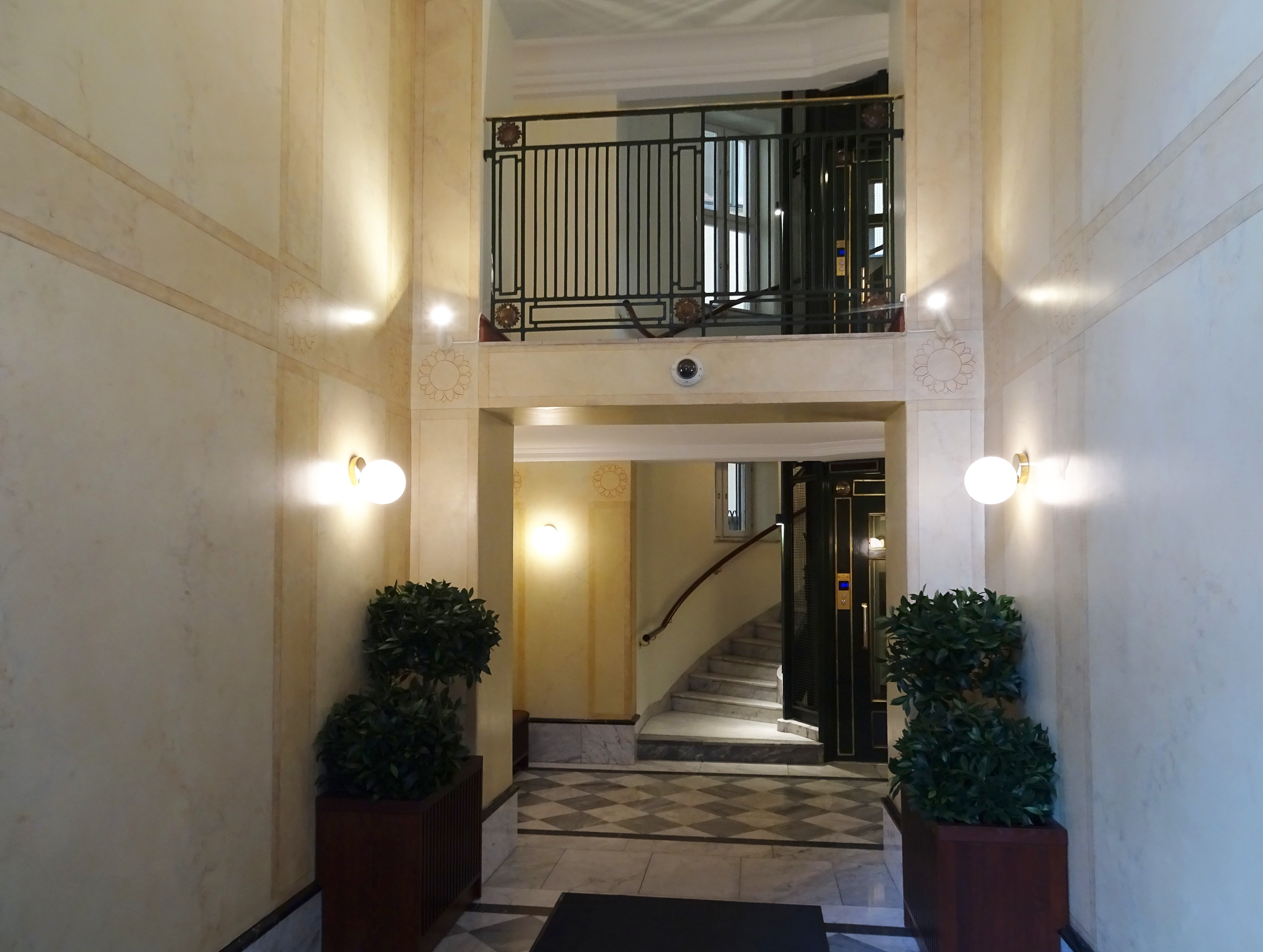
Rännilen 8 (Entréhall).
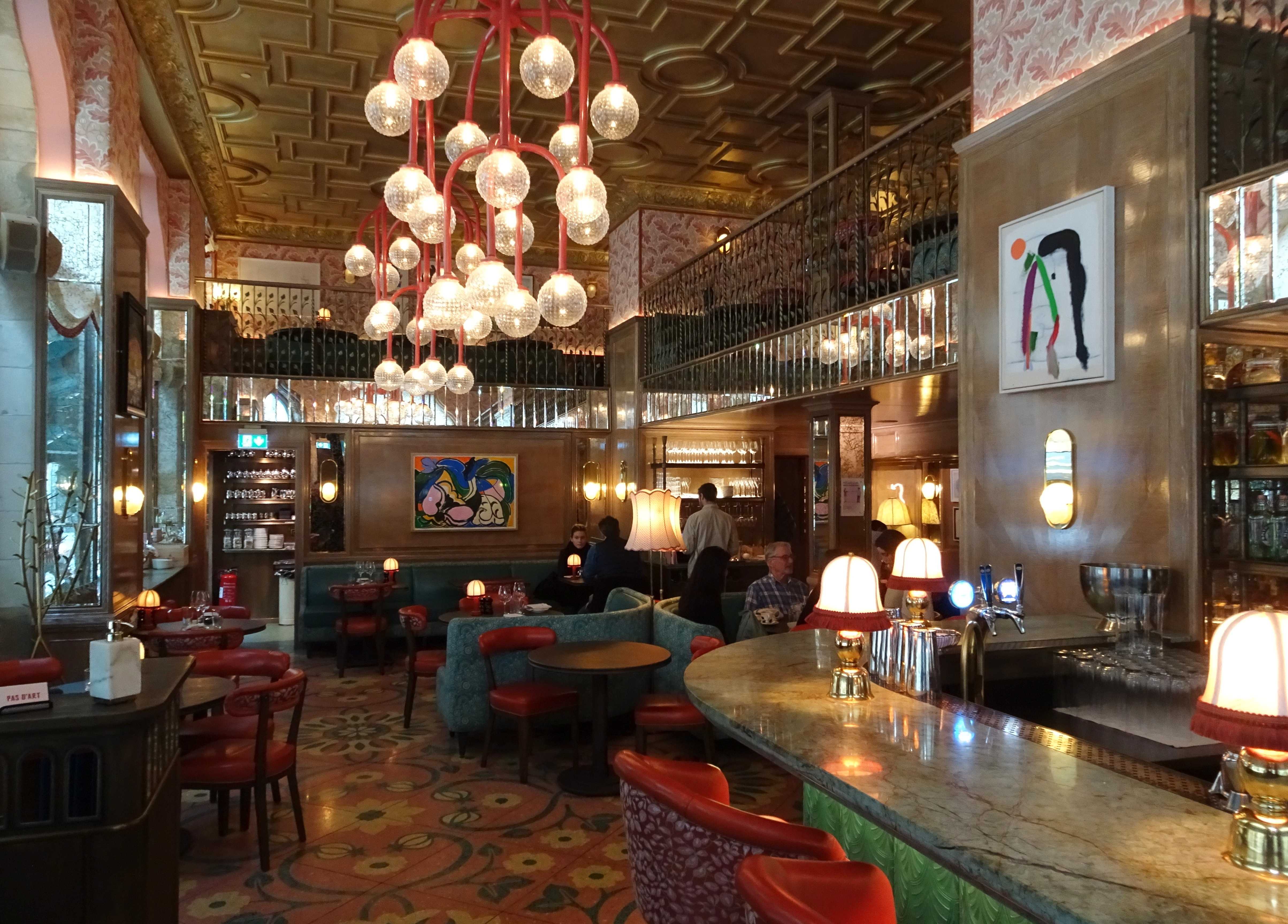
Rännilen 11 (Wienerkonditoriet, Pas D'art).
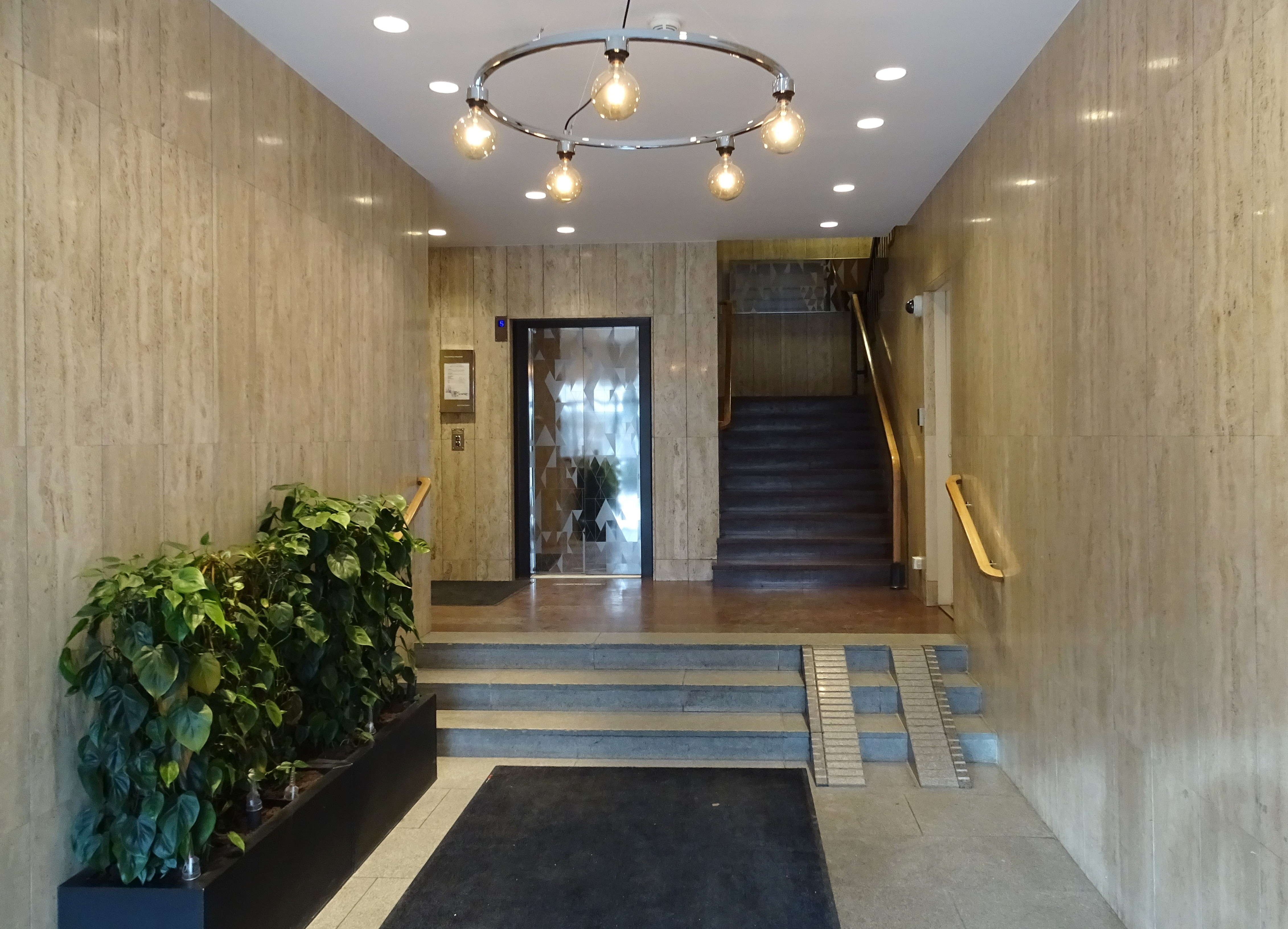
Rännilen 19 (Entréhall).